# Менструация в исламе
Хайд или хайз (араб. حَيْض‎) — исламский термин, использующийся по отношению к менструации у женщин. Женщину в менструальный период называют хаид.

## Отношение в исламском праве
В исламе менструация считается нормальным физиологическим процессом. Женщины в период менструации не являются нечистыми, нечистой является только менструальная кровь. В одном из хадисов пророк Мухаммад сказал: «Этот хайд (менструация) предначертан Аллахом дочерям Адама», и: «Все свои дела они могут продолжать, как и в обычное время. С ними только запрещено вступать в половую близость». Анальная близость с женщиной, у которой менструальные выделения, запрещена так же, как и в обычное время. В Коране также говорится, что мужчинам запрещено вступать в половую близость с женщиной, у которой наступила менструация. В ханафитском, шафиитском и маликитском мазхабах мужчине, имевшему близость с женщиной во время менструации, необходимо раскаяться в совершенном грехе, но штраф (каффару) выплачивать не нужно.
В ханафитском мазхабе считается, что менструации могут начинаться в возрасте 9 лет и прекращаются ок. 55 лет. В маликитском мазхабе возможные выделения у девочек младше 9 лет менструацией не считаются. Кровь, которая выделилась в возрасте 9-12 и 50-70 лет, должна быть показана специалисту; цикличные выделения в возрасте 13-50 лет считаются менструацией; после 50 лет любые выделения не считаются менструацией. В шафиитском мазхабе не существует возрастного предела прекращения менструации, в ханбалитском мазхабе установлен предел в 50 лет.
В ханафитском мазхабе менструацией считаются выделения на протяжении от 3 до 10 дней; при меньшем или большем сроке они считаются истихадой. В шафиитском и ханбалитском мазхабах менструацией считаются выделения на протяжении суток, максимальный срок определён в 6-7 дней. В маликитском мазхабе минимальный срок не определён, максимальный — 30 дней.
В период менструации женщинам запрещается совершать молитву и держать пост. Пропущенные молитвы восполнять не нужно, пропущенные дни обязательного поста в месяце рамадан необходимо восполнить.
Во время менструации женщинам запрещается совершать обход Каабы, находиться в мечети, читать Коран и прикасаться к его страницам. Мужу нельзя в этот период разводиться с женой. После окончания менструации женщина должна очиститься совершением полного омовения (гусль).